# Dürrizade Seyit Mehmet Ataullah Efendi
Dürrizade Seyit Mehmet Ataullah Efendi (1729/1730-1785) fou un religiós turc otomà fill de Dürrizade Mustafa Efendi. Fou kazasker de Rumèlia dues vegades i Xaikh al-Islam el 20 de maig de 1783. El 31 de març de 1785, acusat de complicitat amb el gran visir Halil Hamid Paşa en un complot per enderrocar al sultà, fou destituït. Va morir en el camí al seu lloc de desterrament (Gal·lípoli).